# Эрендорфер, Фридрих
Фридрих Эрендорфер (нем. Friedrich Ehrendorfer, 26 июля 1927) — австрийский биолог, ботаник, почётный профессор ботаники, профессор систематики и эволюционной ботаники, директор Ботанического сада Венского университета.

## Биография
Фридрих Эрендорфер родился в городе Вена 26 июля 1927 года.
В 1967 году была опубликована его работа Liste der Gefäßpflanzen Mitteleuropas.
Эрендорфер создал междисциплинарную систематику растений в Европе, связав систематику с цитогенетикой, эволюционным исследованием и филогенетикой.
Его исследования направлены на молекулярное и сравнительное эволюционное изучение и биосистематику высших растений. Его основным достижением является постоянный междисциплинарный диалог между различными ботаническими дисциплинами.

## Научная деятельность
Фридрих Эрендорфер специализируется на семенных растениях.

## Научные работы
- Liste der Gefäßpflanzen Mitteleuropas, 1967[5].
- Naturgeschichte Wiens, 4 Bände, 1970—1974 (mit F. Starmühlner und L. Aschenbrenner)[5].
- N. Freiherr von Jacquin, 1981[5].

## Почести
В его честь был назван род растений Ehrendorferia семейства Маковые.